# 8946 Йосіміцу
8946 Йосіміцу (8946 Yoshimitsu) — астероїд головного поясу, відкритий 1 лютого 1997 року.
Тіссеранів параметр щодо Юпітера — 3,286.
Названо на честь Йосіміцу (яп. よしみつ(吉光)).